# Arabe de Djouba
L'arabe de Djouba (autonyme : عربی جوبا, arabi Juba ; en arabe : عربية جوبا, ‘Arabīyat Jūbā) est une langue véhiculaire parlée principalement dans l'ancienne province d'Equatoria au Soudan du Sud, dont la ville de Djouba est devenue la capitale. Il est également parlé dans les communautés urbanisées du Soudan du Sud. Il s'est développé comme pidgin au XIXe siècle, parmi les descendants de soldats soudanais, dont beaucoup ont été recrutés de force sur le territoire de l'actuel Soudan du Sud. Les résidents des autres grandes villes du Soudan du Sud, notamment Malakal et Wau, ne parlent généralement pas l'arabe de Djouba, et tendent à employer un arabe proche de l'arabe soudanais, en plus des langues locales.

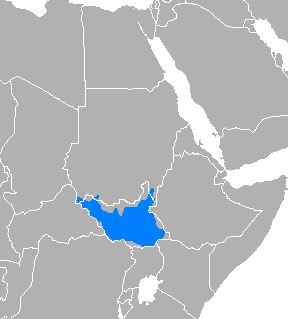
Région où l'on parle l'arabe de Djouba.

## Classification
L'arabe de Djouba dérive d'un pidgin basé sur l'arabe soudanais. Sa grammaire est grandement simplifiée et influencée par les langues locales du Soudan du Sud. DeCamp, au milieu des années 1970, classe l'arabe de Djouba comme pidgin plutôt que comme langue créole, ce qui signifie qu'il n'est pas transmis par les parents à leurs enfants comme première langue. Mahmoud, un peu plus tard, remet en cause cette question (voir les références ci-dessous). Les travaux de Mahmoud sont politiquement importants, car ils représentent la première reconnaissance par un intellectuel du nord du Soudan que l'arabe de Djouba n'est pas un « arabe mal parlé » mais un dialecte distinct.
L'arabe de Djouba constitue une langue majeure de communication dans presque toute la région d'Équatoria et au delà, au sud of Wau et de Malakal. Il est utilisé dans la plupart des domaines sauf dans des situations très formelles, mais il est également utilisé au sein du gouvernement sud-soudanais et par toutes les classes de population, même si aujourd'hui le Soudan du Sud a choisi l'anglais comme langue officielle depuis son indépendance du Soudan, et l'anglais joue encore un rôle mineur dans la vie quotidienne. Toutefois, les migrations récentes et importantes, notamment de populations du Nord venues du Soudan et parlant l'arabe dialectal soudanais ou tchadien, et aussi d'autres pays africains, parlant l'anglais ou d'autres langues nilo-sahariennes, continuent à faire évoluer rapidement l'arabe de Djouba et à renforcer son évolution d'un pidgin en un vrai créole, qui reste toutefois la langue véhiculaire dans de nombreux domaines, y compris de façon informelle dans l'éducation primaire et secondaire (qui n'est plus soutenue par le gouvernement).
En raison de la guerre civile au Soudan du Sud durable depuis 1983, des recherches plus récentes sur cette question ont été limitées. Cependant, plusieurs facteurs ont pu changer les habitudes d'utilisation et de transmission de l'arabe de Djouba depuis l'époque des dernières recherches disponibles : la croissance de la taille de la ville de Djouba depuis le début de la guerre civile ; son isolement relatif d'une grande partie de son hinterland pendant ce temps, avec l'effondrement relatif des systèmes de l'État et du fonctionnement de l'éducation par l'ancien gouvernement de Khartoum, qui tenait la ville de Djouba face aux rebelles avant l'indépendance du Sud-Soudan, et aurait en outre encouragé l'utilisation de l'arabe soudanais par opposition à l'arabe de Djouba, tandis que le nouveau mais fragile gouvernement sud-soudanais s'engageait vers une désarabisation du pays en adoptant l'anglais contre l'arabe et toutes ses variétés dialectales, pour chercher à unifier le pays sous une nouvelle langue exogène mais sans réellement y parvenir dans un pays encore en proie à la guerre civile et au quasi-abandon durable des services publics dans de nombreuses régions. Dans les plus grandes villes de ces régions, l'arabe dialectal local, même créolisé, joue un rôle majeur y compris dans la transmission entre générations et dans l'éducation de base organisée informellement par ces populations et avec l'aide de diverses organisations non-gouvernementales et c'est le cas dans l'agglomération urbaine de Djouba où plus d'un million de personnes utilisent quotidiennement et transmettent la langue arabe créolisée avec finalement assez peu d'apport de l'anglais devenu trop récemment officiel et jouant un rôle formel encore assez mineur. Ce créole urbain s'étend désormais aux zones rurales de l'arrière-pays et maintenant couvre presque tout le territoire du Soudan du Sud hors de la frange frontalière au nord avec le Soudan (dont une partie est encore disputée entre les deux pays) et est la langue nationale de facto du pays, mais non officiellement reconnue comme l'est maintenant l'anglais pourtant encore très peu utilisé. Des recherches supplémentaires sont nécessaires pour déterminer dans quelle mesure l'arabe de Djouba peut maintenant être considéré comme un créole plutôt qu'un pidgin. Le gouvernement de l'État indépendant du Soudan du Sud a choisi l'anglais comme nouvelle langue officielle du pays, de préférence à l'arabe ou à des langues locales telles que l'arabe de Djouba, le dinka, le nuer, le shilluk, et l'arabe dialectal soudanais… qui, en tant que langues indigènes, n'ont qu'un statut de « langue nationale ».